# Robert Covington
Robert Covington (Bellwood, 14 de dezembro de 1990) é um jogador norte-americano de basquete profissional que atualmente joga pelo Philadelphia 76ers da National Basketball Association (NBA).
Ele jogou basquete universitário pela Tennessee State University.

## Carreira no ensino médio
Covington frequentou a Proviso West High School em Hillside, Illinois. Em sua última temporada, ele teve médias de 18 pontos, 11 rebotes e 7 bloqueios, sendo nomeado o Jogador do Ano da Conferência após liderar a Proviso West para o título.

## Carreira universitária
Na sua temporada de calouro na Tennessee State, Covington foi nomeado para a Equipe de Novatos da Ohio Valley Conference. Em 32 jogos (28 como titular), ele teve médias de 11.5 pontos, 6.5 rebotes, 1.2 assistências, 1.1 roubos de bola e 1.1 bloqueios em 27.3 minutos.
Na sua segunda temporada, Covington registrou oito duplos-duplos e foi nomeado Jogador da Semana da OVC em 27 de dezembro de 2010. Ele liderou o time em rebotes (média de 7.5), percentual de arremessos de quadra (.500) e percentual de arremessos de três pontos (.460). Ele também liderou a OVC com seus 46% de arremessos de três pontos, enquanto era chamado para a Segunda-Equipe da OVC. Em 30 jogos (todos como titular), ele teve médias de 13.3 pontos, 7.5 rebotes, 1.2 assistências, 1.5 roubos de bola e 1.0 bloqueios em 30.8 minutos.
Na sua terceira temporada, Covington foi selecionado para a Primeira-Equipe da OVC. No final da temporada, ele tinha 1,358 pontos e 693 rebotes, classificando-se em 16º e 13º na história da universidade, respectivamente. Em 33 jogos (32 como titular), ele teve médias de 17.8 pontos, 7.9 rebotes, 1.3 assistências, 1.5 roubos de bola e 1.4 bloqueios em 31.2 minutos.
Na sua última temporada, Covington foi selecionado para a Segunda-Equipe da OVC apesar de perder dez jogos devido a uma lesão. Em 23 jogos (22 como titular), ele teve médias de 17.0 pontos, 8.0 rebotes, 1.3 assistências, 2.3 roubos de bola e 1.7 bloqueios em 31.0 minutos. Ele encerrou sua carreira classificado em sétimo lugar na lista de todos os tempos da Tennessee State em pontuação e rebotes com 1,749 pontos e 876 rebotes.

## Carreira profissional

### Houston Rockets (2013–2014)

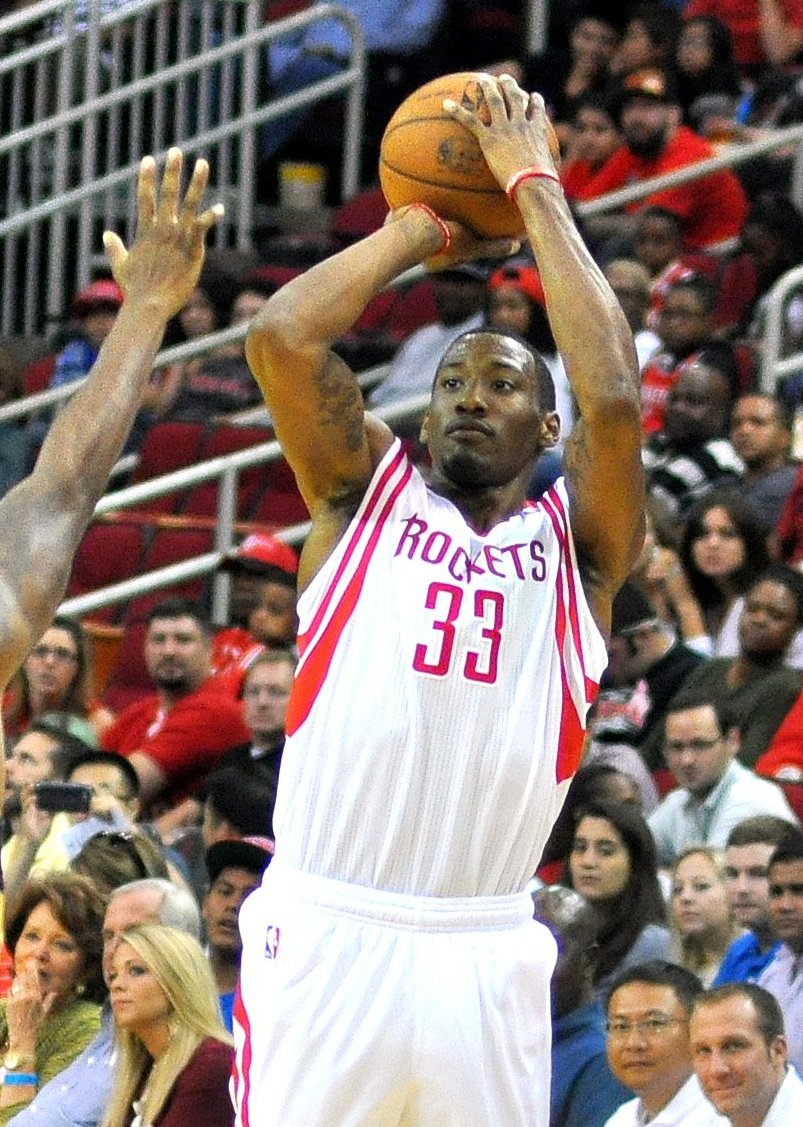
Covington com os Rockets em 2013.

Após não ser selecionado no draft da NBA de 2013, Covington juntou-se ao Houston Rockets para a Summer League de 2013. Em 15 de julho de 2013, ele assinou um contrato de 3 anos e US$2.2 milhões com os Rockets. Ele passou a maioria da temporada de 2013–14 na NBA D-League com o time afiliado dos Rockets, o Rio Grande Valley Vipers, e jogando em apenas sete jogos da NBA. Em abril, ele foi nomeado o Novato do Ano da D-League. Ele jogou em 42 dos 50 jogos da temporada regular dos Vipers e teve médias de 23.2 pontos, a segunda melhor na NBA D-League, enquanto acertava 44% dos arremessos de quadra. Ele também teve médias de 9.2 rebotes e 2.4 roubos de bola.
Após passar pela Summer League, campo de treinamento e pré-temporada com os Rockets, Covington foi dispensado em 27 de outubro de 2014.

### Philadelphia 76ers (2014–2018)
Em 15 de novembro de 2014, Covington assinou um contrato de 3 anos e US$3 milhões com o Philadelphia 76ers. Ele estreou pelos 76ers dois dias depois, registrando seis pontos, três rebotes, duas assistências e dois roubos de bola em 16 minutos em uma derrota por 100-75 para o San Antonio Spurs. Em 5 de dezembro, contra o Oklahoma City Thunder, ele estabeleceu uma nova marca pessoal. Em 28 minutos, ele marcou 21 pontos em 8 de 13 arremessos, incluindo 3 de 6 de três pontos. Um dia depois, ele repetiu a performance, marcando 25 pontos em 9 de 14 arremessos em 29 minutos em uma vitória por 108-101 na prorrogação sobre o Detroit Pistons. Em 25 de março, ele teve um segundo esforço de 25 pontos contra o Denver Nuggets. Em 8 de abril, Covington marcou 27 pontos em uma derrota por 119-90 para o Washington Wizards. Cinco dias depois, ele teve um terceiro esforço de 25 pontos contra o Milwaukee Bucks.
Depois de lidar com lesões no início da temporada de 2015-16, Covington rapidamente começou a se destacar, liderando a NBA com média de 3,6 roubos de bola em dezembro. Nos três últimos jogos de novembro, Covington garantiu seis ou mais roubos de bola em cada jogo, tornando-se o primeiro jogador da NBA a realizar tal feito em três jogos consecutivos desde Alvin Robertson em 1986. Em 27 de novembro, ele registrou 28 pontos e oito roubos de bola em uma derrota por 116-114 para o Houston Rockets. Em 1º de dezembro, ele marcou 23 pontos para ajudar os 76ers a derrotar o Los Angeles Lakers por 103-91 e encerrar uma série de 28 derrotas consecutivas que começou em 27 de março de 2015. Em 10 de fevereiro, ele marcou 29 pontos, um recorde da carreira, em uma derrota para o Sacramento Kings. Ele estabeleceu uma nova marca mais alta na carreira em pontuação em 8 de abril com 30 pontos contra o New York Knicks. Em 12 de abril, em uma derrota para o Toronto Raptors, Covington teve seu sétimo jogo da temporada com seis ou mais arremessos de três pontos, juntando-se a Stephen Curry, Klay Thompson e J. R. Smith como os únicos jogadores a fazerem isso na temporada de 2015-16. No jogo final da temporada da equipe no dia seguinte, Covington marcou 27 pontos e novamente acertou seis arremessos de três pontos em uma derrota por 115-105 para o Chicago Bulls.

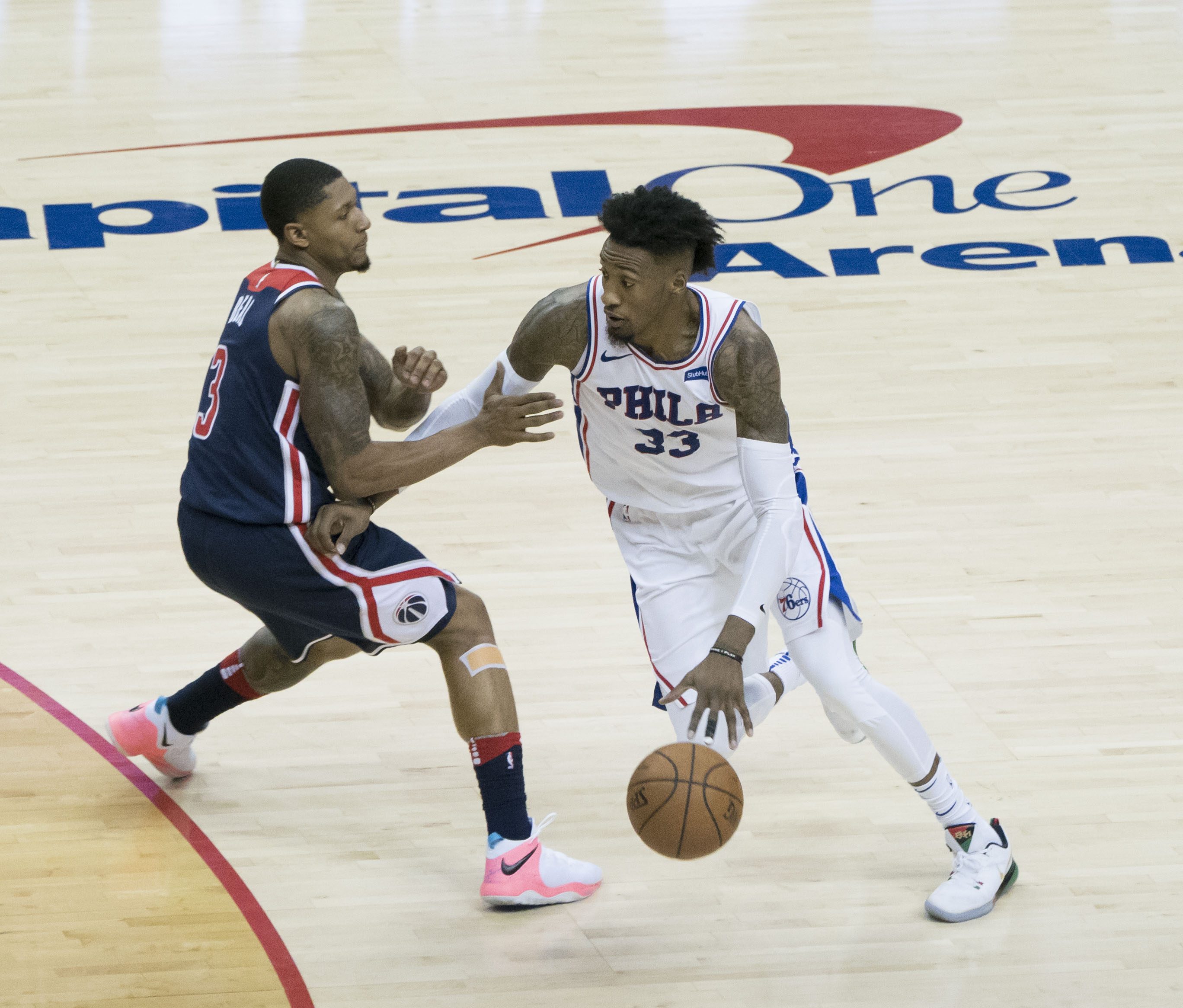
Covington avança contra Bradley Beal em 2018.

Em 14 de dezembro de 2016, Covington teve 26 pontos e 12 rebotes em uma derrota por 123-114 para os Raptors. Em 20 de janeiro de 2017, ele marcou 22 pontos e acertou dois arremessos de três pontos nos últimos 40 segundos para liderar os 76ers em uma vitória de virada por 93-92 sobre o Portland Trail Blazers. Em 29 de janeiro de 2017, ele registrou 21 pontos e 12 rebotes em uma derrota por 121-108 para os Bulls. Em março de 2017, ele teve 13 rebotes em três ocasiões. Em 31 de março, foi descartado pelo restante da temporada devido a dores e inchaço no joelho direito.
Na abertura da temporada dos 76ers em 18 de outubro de 2017, Covington marcou 29 pontos em uma derrota por 120-115 para o Wizards. Em 13 de novembro, ele marcou 31 pontos contra o Los Angeles Clippers. Em 17 de novembro, após reestruturar os termos de seu contrato para a temporada de 2017-18, ele assinou uma extensão de contrato de quatro anos e US$62 milhões com os 76ers. Em maio de 2018, ele foi nomeado para a Primeira Equipe Defensiva da NBA.

### Minnesota Timberwolves (2018–2020)
Em 12 de novembro de 2018, Covington foi negociado para o Minnesota Timberwolves, juntamente com Jerryd Bayless, Dario Šarić e uma escolha de segunda rodada em 2022, em troca de Jimmy Butler e Justin Patton. Ele estreou pelo Timberwolves dois dias depois, registrando 13 pontos e sete rebotes em uma vitória por 107-100 sobre o New Orleans Pelicans.
Em 31 de dezembro, durante a derrota dos Timberwolves para o Pelicans, Covington sofreu uma contusão óssea no joelho direito. Após perder 23 jogos, ele foi designado para o Iowa Wolves da G-League em 27 de fevereiro. Em 21 de março, após sofrer um revés em sua tentativa de retorno, Covington foi descartado pelo restante da temporada. Ele passou por uma cirurgia artroscopia bem-sucedida em 1º de abril.

### Retorno a Houston (2020)
Em 5 de fevereiro de 2020, Covington retornou ao Rockets em uma troca envolvendo quatro equipes e 12 jogadores. No dia seguinte, Covington estreou em uma vitória por 121-111 sobre o Los Angeles Lakers, marcando 14 pontos e pegando oito rebotes em 30 minutos. Em 29 de fevereiro, em uma vitória por 111-110 na prorrogação sobre o Boston Celtics, Covington teve 16 pontos, 16 rebotes e 3 bloqueios.

### Portland Trail Blazers (2020–2022)
Em 22 de novembro de 2020, Covington foi negociado com o Portland Trail Blazers em troca de Trevor Ariza, Isaiah Stewart e de uma futura escolha de primeira rodada.

### Los Angeles Clippers (2022–2023)
Em 4 de fevereiro de 2022, Covington foi negociado, junto com Norman Powell, para o Los Angeles Clippers em troca de Eric Bledsoe, Keon Johnson, Justise Winslow e uma escolha de segunda rodada de 2025.
Em 1º de abril, Covington registrou um recorde pessoal de 43 pontos, junto com oito rebotes e três bloqueios, em uma vitória por 153-119 sobre o Milwaukee Bucks. Ele também converteu 11 arremessos de três pontos durante o jogo, estabelecendo um recorde da franquia de mais arremessos de três pontos convertidos em uma partida. Em 8 de maio, Covington assinou uma extensão de contrato de dois anos e US$ 24 milhões com os Clippers.

### Retorno a Philadelphia (2023–Presente)
Em 1º de novembro de 2023, o Philadelphia 76ers adquiriu Covington, Marcus Morris, Kenyon Martin e Nicolas Batum dos Clippers em troca de James Harden, P. J. Tucker e Filip Petrušev.

## Vida pessoal
Covington é filho de Dennis e Teresa Bryant. Ele esteve em um relacionamento com a modelo e influenciadora alemã Amirah Dyme, e em 8 de março de 2022, ela deu à luz a primeira filha deles, chamada Harmony Faye.

## Estatísticas da carreira

### NBA

#### Temporada regular
| Ano      | Equipe        | PJ  | PT  | MPJ  | AP   | 3P   | LL   | RT  | AS  | BR  | TO  | PPJ  |
| -------- | ------------- | --- | --- | ---- | ---- | ---- | ---- | --- | --- | --- | --- | ---- |
| 2013–14  | Houston       | 7   | 0   | 4.9  | .429 | .364 | —    | .7  | .0  | .3  | .0  | 2.3  |
| 2014–15  | Philadelphia  | 70  | 49  | 27.9 | .396 | .374 | .820 | 4.5 | 1.5 | 1.4 | .4  | 13.5 |
| 2015–16  | Philadelphia  | 67  | 49  | 28.4 | .385 | .353 | .791 | 6.3 | 1.4 | 1.6 | .6  | 12.8 |
| 2016–17  | Philadelphia  | 67  | 67  | 31.6 | .399 | .333 | .822 | 6.5 | 1.5 | 1.9 | 1.0 | 12.9 |
| 2017–18  | Philadelphia  | 80  | 80  | 31.7 | .413 | .369 | .853 | 5.4 | 2.0 | 1.7 | .9  | 12.6 |
| 2018–19  | Philadelphia  | 13  | 13  | 33.8 | .427 | .390 | .739 | 5.2 | 1.1 | 1.8 | 1.8 | 11.3 |
| 2018–19  | Minnesota     | 22  | 22  | 34.7 | .433 | .372 | .773 | 5.7 | 1.5 | 2.3 | 1.1 | 14.5 |
| 2019–20  | Minnesota     | 48  | 47  | 29.4 | .435 | .346 | .798 | 6.0 | 1.2 | 1.7 | .9  | 12.8 |
| 2019–20  | Houston       | 22  | 21  | 33.0 | .392 | .315 | .800 | 8.0 | 1.5 | 1.6 | 2.2 | 11.6 |
| 2020–21  | Portland      | 70  | 70  | 32.0 | .401 | .379 | .806 | 6.7 | 1.7 | 1.4 | 1.2 | 8.5  |
| 2021–22  | Portland      | 48  | 40  | 29.8 | .381 | .343 | .833 | 5.7 | 1.4 | 1.5 | 1.3 | 7.6  |
| 2021–22  | L.A. Clippers | 23  | 2   | 22.1 | .500 | .450 | .848 | 5.1 | 1.0 | 1.3 | 1.2 | 10.4 |
| 2022–23  | L.A. Clippers | 48  | 0   | 16.2 | .445 | .397 | .750 | 3.5 | 1.2 | .8  | .7  | 6.0  |
| 2023–24  | L.A. Clippers | 3   | 3   | 23.1 | .333 | .250 | .500 | 2.7 | 2.3 | 2.0 | 1.0 | 3.0  |
| 2023–24  | Philadelphia  | 26  | 3   | 16.1 | .449 | .354 | .875 | 3.4 | .7  | 1.3 | .6  | 4.5  |
| Carreira | Carreira      | 614 | 466 | 26.3 | .414 | .359 | .786 | 5.0 | 1.3 | 1.5 | .9  | 9.6  |

#### Playoffs
| Ano      | Equipe        | PJ | PT | MPJ  | AP   | 3P   | LL   | RT  | AS  | BR  | TO  | PPJ  |
| -------- | ------------- | -- | -- | ---- | ---- | ---- | ---- | --- | --- | --- | --- | ---- |
| 2018     | Philadelphia  | 10 | 8  | 28.1 | .325 | .313 | .750 | 5.3 | 2.5 | 1.1 | .9  | 8.1  |
| 2020     | Houston       | 12 | 12 | 31.6 | .495 | .500 | .857 | 5.0 | 1.3 | 2.5 | 1.1 | 11.2 |
| 2021     | Portland      | 6  | 6  | 38.0 | .500 | .500 | .900 | 7.8 | 1.2 | 1.5 | 1.1 | 9.3  |
| 2023     | L.A. Clippers | 2  | 0  | 6.0  | .000 | .000 | –    | 1.0 | 1.0 | .0  | .5  | .0   |
| Carreira | Carreira      | 30 | 26 | 25.9 | .330 | .328 | .835 | 4.7 | 1.5 | 1.2 | .9  | 7.1  |

### Universitário
| Ano      | Equipe          | PJ  | PT  | MPJ  | AP   | 3P   | LL   | RT  | AS  | BR  | TO  | PPJ  |
| -------- | --------------- | --- | --- | ---- | ---- | ---- | ---- | --- | --- | --- | --- | ---- |
| 2009–10  | Tennessee State | 32  | 28  | 27.3 | .428 | .385 | .797 | 6.5 | 1.2 | 1.1 | 1.1 | 11.5 |
| 2010–11  | Tennessee State | 30  | 30  | 30.8 | .498 | .460 | .782 | 7.5 | 1.2 | 1.5 | 1.0 | 13.3 |
| 2011–12  | Tennessee State | 33  | 32  | 31.2 | .526 | .448 | .775 | 7.9 | 1.3 | 1.5 | 1.4 | 17.8 |
| 2012–13  | Tennessee State | 23  | 21  | 31.0 | .435 | .388 | .850 | 8.0 | 1.3 | 2.2 | 1.7 | 17.0 |
| Carreira | Carreira        | 118 | 111 | 30.0 | .471 | .420 | .801 | 7.4 | 1.2 | 1.5 | 1.3 | 14.9 |